# WBMP
WBMP (Wireless Application Protocol Bitmap Format расширение — .wbmp) — растровый формат монохромного изображения, оптимизированный для мобильных устройств.
Изображения в формате WBMP монохромные (черный и белый цвета), поэтому размер изображения минимален. Черный пиксель обозначен нулём, белый — единицей.
Для цветных изображений WAP предлагает формат изображений Portable Network Graphics.

## Формат WBMP
| Имя поля                | Тип поля    | Размер (в байтах) | Назначение |
| ----------------------- | ----------- | ----------------- | --- |
| Тип изображения         | uintvar     | переменный        | Тип изображения. 0 для монохромного. |
| Фиксированный заголовок | byte        | 1                 | Зарезервировано. Всегда равно 0. |
| Расширенный заголовок   | byte        | 0                 | Не используется. |
| Ширина                  | uintvar     | переменный        | Ширина изображения в пикселах |
| Высота                  | uintvar     | переменный        | Высота изображения в пикселах |
| Данные                  | массив байт | переменный        | Построчный массив байт — один бит на пиксел. Черный пиксел обозначается 0, белый — 1. Если длина строки не кратна восьми, строка заполняется нулями до границы байта. |

## Пример Wireless bitmap
Изображения, где b — черный, w — белый

Ряд1 - bwb

Ряд2 - wbw

Ряд3 - bwb

получаем:

Октет 1: 00000000 (изображение WBMP)

Октет 2: 00000000 (Фиксированный заголовок)

Октет 3: 00000011 (Ширина) = 3

Octet 4: 00000011 (Высота) = 3

Октеты 5-7: 3 бита с данными изображения и 5 бит заполнения нулями
 
Октет 5: 010 00000 (Ряд 1)

Октет 6: 101 00000 (Ряд 2)

Октет 7: 010 00000 (Ряд 3)